# Panamerikanische Spiele 1971/Boxen
Die 6. Boxwettkämpfe der Herren bei den Panamerikanischen Spielen wurden vom 25. Juli bis zum 6. August 1971 in der kolumbianischen Stadt Cali ausgetragen. Es wurde eine neue Gewichtsklasse (das Halbfliegengewicht) eingeführt und erstmals wurden auch im Schwergewicht zwei Bronzemedaillen je Gewichtsklasse an die unterlegenen Halbfinalisten vergeben. Insgesamt wurden 44 Medaillen in 11 Gewichtsklassen vergeben.

## Medaillengewinner
| Klasse                          | Gold                          | Silber                         | Bronze                                              |
| ------------------------------- | ----------------------------- | ------------------------------ | --------------------------------------------------- |
| Halbfliegengewicht (bis 48 kg)  | Rafael Carbonell Kuba         | Héctor Velasquez Chile         | Salvador García Mexiko Juan Carlos Rios Argentinien |
| Fliegengewicht (bis 51 kg)      | Francisco Rodriguez Venezuela | Arturo Delgado Mexiko          | Douglas Rodríguez Kuba Bobby Hunter USA             |
| Bantamgewicht (bis 54 kg)       | Pedro Flores Mexiko           | Calixto Pérez Kolumbien        | Roger Buchely Ecuador Ricardo Carreras USA          |
| Federgewicht (bis 57 kg)        | Juan Francisco García Mexiko  | José Battista Venezuela        | Manuel Torres Kuba Enrique Alonso Panama            |
| Leichtgewicht (bis 60 kg)       | Luis Davila Puerto Rico       | Alfonso Pérez Kolumbien        | Marco Juardo Ecuador James Busceme USA              |
| Halbweltergewicht (bis 63,5 kg) | Enrique Regüeiferos Kuba      | José Vasquez Kolumbien         | Wiley Johnson USA Reginald Forde Guyana             |
| Weltergewicht (bis 67 kg)       | Emilio Correa Kuba            | Larry Carlisle USA             | Jovito Díaz Venezuela Sergio Lozano Mexiko          |
| Halbmittelgewicht (bis 71 kg)   | Rolando Garbey Kuba           | Emetorio Villanueva Mexiko     | Bernard Guindon Kanada Reggie Jones USA             |
| Mittelgewicht (bis 75 kg)       | Faustino Quinales Venezuela   | Larry Otis USA                 | Agustín Zaragoza Mexiko Carlos Franco Uruguay       |
| Halbschwergewicht (bis 81 kg)   | Raymond Russell USA           | Waldemar de Oliveira Brasilien | William Titley Kanada Humberto Salguero Argentinien |
| Schwergewicht (über 81 kg)      | Duane Bobick USA              | Joaquín Rocha Mexiko           | Teófilo Stevenson Kuba Vicente de Campo Brasilien   |

## Medaillenspiegel
| Rang | Land               | Gold | Silber | Bronze | Gesamt |
| ---- | ------------------ | ---- | ------ | ------ | ------ |
| 01   | Kuba               | 4    | –      | 3      | 7      |
| 02   | Mexiko             | 2    | 3      | 3      | 8      |
| 03   | Vereinigte Staaten | 2    | 2      | 5      | 9      |
| 04   | Venezuela          | 2    | 1      | 1      | 4      |
| 05   | Puerto Rico        | 1    | –      | –      | 1      |
| 06   | Kolumbien          | –    | 3      | –      | 3      |
| 07   | Brasilien          | –    | 1      | 1      | 2      |
| 08   | Chile              | –    | 1      | –      | 1      |
| 09   | Argentinien        | –    | –      | 2      | 2      |
| 09   | Kanada             | –    | –      | 2      | 2      |
| 09   | Ecuador            | –    | –      | 2      | 2      |
| 012  | Uruguay            | –    | –      | 1      | 1      |
| 012  | Guyana             | –    | –      | 1      | 1      |
| 012  | Panama             | –    | –      | 1      | 1      |
|      | Total              | 11   | 11     | 22     | 44     |